# Ponte a Cappiano
Ponte a Cappiano ist ein Ortsteil (Fraktion, italienisch frazione) von Fucecchio in der Metropolitanstadt Florenz, Region Toskana in Italien.

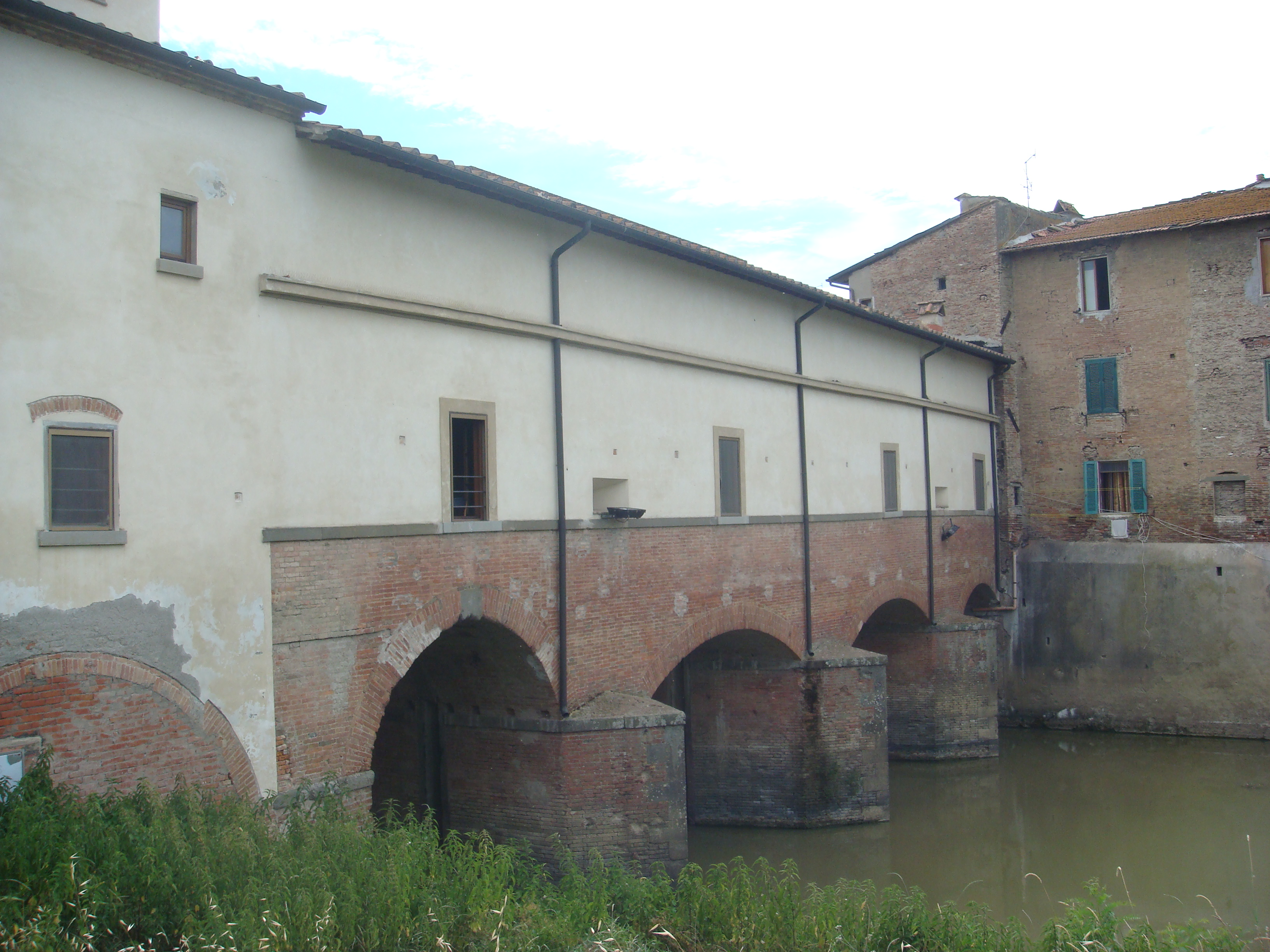
Die Brücke Ponte a Cappiano

## Geografie
Er liegt 3,7 km nordwestlich des Hauptortes Fucecchio und 39 km westlich der Provinzhauptstadt Florenz an der Via Francigena (hier im Teilstück Via Lucchese) nach Altopascio bei 18 Höhenmetern. Durch den Ort fließt der Kanal Usciana, der später südlich von Ponte a Cappiano in den Arno mündet.

## Geschichte
Erstmals dokumentiert wurde der Ort 766 von dem Erzbischof von Lucca, der hier die heute nicht mehr existente Pieve di Cappiano (auch Pieve di San Pietro genannt) erwähnte. Dokumentiert wurde der Ort zudem als Aqua Nigra (schwarzes Wasser) von Sigerich der Ernste auf seinem Weg von Rom nach Canterbury im Jahre 994. Der Name schwarzes Wasser bezieht sich auf die Farbe des Kanales, der die Wasser der Sümpfe von Fucecchio (Padule di Fucecchio) zur Arnomündung bei Pontedera. Zu dieser Zeit schien schon eine erste Brücke über den Usciana vorhanden gewesen zu sein, kurze Zeit später wurde diese ausgebaut und mit einer Mühle versehen. Daneben entstand ein von den Cavalieri Ospedalieri di Altopascio geführtes Pilgerhospital. Die Abtei Badia Vallombrosana entstand im 12. Jahrhundert und existierte bis ins 18. Jahrhundert. 1266 wurde der Ort durch Pisa eingenommen und kurze Zeit später durch Lucca. 1281 unterwarf der Ort sich Fucecchio, seit 1309 ist er Ortsteil. Die Brücke wurde 1325 durch Truppen aus Lucca zerstört und durch die Fiorentiner wieder aufgebaut. Die heutige Brücke entstand von Februar 1550 bis April 1551 auf Betreiben von Cosimo I. de’ Medici. Als Architekten und Hydrauliker waren Davide Fortini und Nicolò Pericoli (Tribolo genannt) verantwortlich.
Im Zweiten Weltkrieg wurde die Brücke erheblich beschädigt. Die vollständige Restaurierung fand erst im Jahr 2000 statt.

## Sehenswürdigkeiten
- Ponte mediceo Befestigte Brücke über den Usciana-Kanal
- Villa La Palagina Gebäude aus dem 16. Jahrhundert mit Italienischem Garten